# Kiciński Hrabia
Kiciński Hrabia – polski herb hrabiowski, nadany wraz z tytułem w Galicji.

## Opis herbu
Opis stworzony zgodnie z klasycznymi zasadami blazonowania:
Na tarczy dzielonej w słup w polu I srebrnym róg jeleni czerwony o czterech porostach, w polu II czerwonym, róg  bawoli brązowy, skręcony. Na tarczy korona hrabiowska, nad którą hełm w koronie z klejnotem: z prawej róg bawoli jak w godle, z lewej róg jeleni jak w godle. Labry: czerwone, podbite srebrem.

## Najwcześniejsze wzmianki
Nadany w Galicji 23 czerwca 1806 z tytułem hrabiowskim oraz predykatem hoch- und wohlgeboren (wysoko urodzony i wielmożny) Piusowi Kicińskiemu. Tytuł potwierdzony 17 lipca 1810, zatwierdzony w Kongresówce w 1818. Podstawą nadania tytułu był pełniony urząd kasztelena połanieckiego, zasługi rodziny, patent szlachecki z 1775 oraz szlachectwo wywiedzione z licznych zasług wojskowych i cywilnych.

## Herbowni
Jedna rodzina herbownych:  graf von Kiciński.